# NGC 6216
NGC 6216 ist ein offener Sternhaufen (Typdefinition „II2p“) im Sternbild Skorpion. Er wurde am 13. Mai 1826 von James Dunlop mit einem 9-Zoll-Spiegelteleskop entdeckt, der ihn dabei mit „a faint nebula, about 4′ or 5′ diameter, irregular round figure, easily resolvable into stars; with stars of larger magnitudes scattered in the preceding side of it“ beschrieb.
John Herschel notierte im Jahr 1834 bei mehreren Beobachtungen mit einem 18-Zoll-Spiegelteleskop:

1. Juni: „a pretty rich cluster of small stars, 11th mag and under, broken up into two or three groups; fills two-thirds of field“

1. Juli: „a round cluster of 13th mag stars, gradually brighter in the middle; 4′; with two appendages of stars, north and south, making together a long cluster“

27. Juli: „pretty rich, round, pretty compressed in the middle, very little brighter in the middle, 4′ diameter, stars discrete 12..15th mag and fainter“
In der Nacht vom 3. Juni 1834 vermerkte er unter seiner eigenen Nummerierung 3650 mit leicht abweichender Position die Beobachtung „very large, very rich cluster, not brilliant, not materially compressed in the middle, full 20′ diameter, stars 12..13th mag“. Dieses Objekt erhielt von Johan Ludvig Emil Dreyer die Katalognummer NGC 6222, die moderne Astronomie geht heute zumeist von einer Doppelbeobachtung aus. 